# Эминов, Кязим Ибрагимович
Кязим Ибрагимович Эминов (24 мая 1928, Алушта — 1 мая 1976, Ташкент) — советский художник. Заслуженный деятель искусств Узбекской ССР (1972). Член Союза художников СССР (1960).

## Биография
Родился 24 мая 1928 года в Алуште. Отец — Ибраим, мать — Арза. Кязим был младшим ребёнком в семье из четырёх детей. Старший сын Исмаил участвовал в советско-финской войне. Братья Сеидамет и Ниязи отбывали трудовую повинность в Куйбышеве.
Во время Великой Отечественной войны в оккупации учился в студии художника Николая Самокиша. В 1944 году, когда Эминову было 16 лет, его как и других крымских татар депортировали в Узбекскую ССР. В депортации с родителями проживал в селе Паркент, расположенном в предгорьях Чаткальского хребта. В 1950-е годы Эминов с семьей переехал в Ташкент.
Учился в Самаркандском художественном училище (1944—1949). В 1953 году в Ташкенте окончил Республиканское художественное училище имени П. Бенькова по классу живописи. Работал в художественных мастерских Художественного фонда Узбекской ССР.
В 1968 году окончил Ташкенский педагогический институт (преподаватель — М. Набиев). С 1968 года и до конца жизни работал в Ташкенском педагогическом институте. В 1975 году стал доцентом кафедры рисунка и живописи.
Скончался 2 мая 1976 года в Ташкенте в автомобильной катастрофе в возрасте 47 лет. Похоронен в Ташкенте.

## Творчество
В 1954 году начал участвовать в художественных выставках на республиканском и всесоюзном уровне. Его первой работой стал портрет чабана-орденоносца Ризы Муждабаева. Автор героико-эпических полотен про революционные события в Туркестане, а также портретов поэтов и учёных Центральной Азии. Написал около 30 пейзажей Южного берега Крыма. Работы Эминова хранятся в запасниках дирекции выставок Министерства культуры Узбекистана и дирекции выставок Союза художников Узбекистана.
Его основные работы: «Депутатка» (1957), «Жена табунщика» (1961), «На этюдах (У. Тансикбаев)» (1964), «Перед боем» (1967), «Н. Навои в Самарканде» (1968), «Минута молчания» (1969), «Южный рассказ», «Свежесть. Аю-Даг», «Гурзуф. Улица А. Чехова» (все — 1970), «Корни» (1974), «Сосны на Ай-Петрі» (1975); серія крымских пейзажей (1969—1971).
В 1970 году стал автором портрета диссидентки Айши Сеитмуратовой, получившей название «Комиссар крымскотатарского народа». Правозащитницу Эминов изобразил в кожаной куртке и красной косынке, похожую на большевичку, несмотря на то, что та была антикоммунисткой.
Лауреат 1-й степени на Всесоюзном фестивале молодёжи в Москве в 1957 году. С 1960 года — член Союза художников СССР. Ряд его работ были приобретены музеем искусств Узбекистана, музеем рукописей имени Алишера Навои и Дирекцией художественных выставок и панорам. Персональные выставки Эминова прошли в Аккургане (1974) и Ташкенте (1977).
В Симферополе выставки работ Кязима Эминова проходили во Всеукраинском информационно-культурном центре (2011), Доме художника (2015) и Крымскотатарском музее культурно-исторического наследия (2023).

## Награды и звания
- Заслуженный деятель искусств Узбекской ССР (1972)[5]

## Семья
Супруга — крымская татарка Эсма Абибуллаева (1925—1998), художник и мастер по росписи ткани. Работала на ташкентской фабрике «Сувенир», занималась ручной росписью платков.
Сын — Рустем Эминов (род. 1950), также художник.